# Rio Ibirapuitã Chico
O rio Ibirapuitã Chico é um rio brasileiro do estado do  Rio Grande do Sul.